# Janelle Monáe
Janelle Monáe (1. prosince 1985, Kansas City, Kansas, USA) je americká nebinární osoba věnující se zpěvu, tanci a performancím, která byla několikrát nominována na cenu Grammy. Účinkovala i v několika filmech, mezi nimiž byly také snímky Moonlight a Hidden Figures nominované na oskarové ocenění.

## Život
Narodila se roku 1985 v Kansas City do rodiny baptistického vyznání. Její matka pracovala jako domovnice a její otec jako popelář. Vystudovala hudebně-divadelní konzervatoř New York City’s American Musical and Dramatic Academy a poté se přestěhovala do Atlanty, kde postupně začala kariéru jako nezávislé umělkyně. Ze svého původního zaměstnání ve firmě Office Depot ji vyhodili za propagování vlastní hudby během pracovní doby.
Monáe se identifikuje jako pansexuální. Svou cestu k homosexuální orientaci komentovala s tím, že vyrůstat v malém městě v náboženské komunitě znamenalo, že „být cokoli jiného než heterosexuál bylo považováno za hřích… vždy mi říkali, že pokud bych byla homosexuál, šla bych do pekla.“ Její přítelkyní je americká herečka Tessa Thompson (známá z filmů Avengers: Endgame a rolí agentky M ve filmu Muži v černém: Globální hrozba).

## Kariéra
Do hudebního světa se uvedla konceptuálním EP Metropolis: Suite I (The Chase) (2007). Singl Many Moons byl nominaný na cenu grammy. Album ale nedosáhlo většího komerčního úspěchu, v americkém albovém žebříčku se umístil na nelichotivé 115. příčce. Píseň Mr. President na albu byla namířená na politiku George W. Bushe.
Následovala deska The ArchAndroid (Suites II and III) (2010), která koncepčně navazuje na předchozí EP. Album pojednává o příběhu Cindi Mayweather, robotce cestující časem, která se v roce 2719 zamiluje do člověka. Album sklidilo příznivé kritiky a bylo nominováno na cenu Grammy v kategorii Nejlepší současné R&B album. Album bylo komerčně velice úspěšné a dosáhlo na 17. příčku americké albové hitparády a úspěchu se dočkal i singl Tightrope.
V roce 2011 se objevila jako doprovodný vokál v úspěšné skladbě We Are Young od skupiny Fun.. V ČR poprvé vystoupila 15. 7. 2012 na Colours of Ostrava.
Své druhé studiové album The Electric Lady vydala v roce 2013. Třetí studiové album Dirty Computer vyšlo v roce 2018. Obě alba se dostala do první desítky v americké hitparádě a Dirty Computer se dočkalo nejen pozitivního přijetí kritikou jako zatím její nejvíce autentická práce, ale také nominace na cenu Grammy v kategorii Album roku a Nejlepší hudební videoklip za singl Pynk. Na albu s ní spolupracovali i Prince a Stevie Wonder a promítla do něj jak vztah k sexualitě, tak k politickému dění v USA.
Během své kariéry si také zahrála v několika význačných filmech:ve vedlejší roli Teresy v dramatu Moonlight (2016), postavu inženýrky NASA Mary Jackson v Hidden Figures (v ČR pod názvem Skrytá čísla) , Welcome to Marwen a Harriet. Svůj hlas propůjčila postavám ve filmu UglyDolls a v remaku Lady and the Tramp. V roce 2020 se chystá uvedení mysteriózního horroru Antebellum, kde hraje jednu z hlavních rolí.

## Diskografie
- The ArchAndroid (2010)
- The Electric Lady (2013)
- Dirty Computer (2018)